# Normo mètre cube
Ne doit pas être confondu avec Nanomètre cube.
Le normo mètre cube (anciennement noté normaux-mètres cubes ou encore mètre cube normal), de symbole Nm3 ou parfois m3(n), est une unité de mesure de quantité de gaz qui correspond au contenu d'un volume d'un mètre cube, pour un gaz se trouvant dans les conditions normales de température et de pression (0, 15 ou plus rarement 20 °C selon les référentiels, et 1 atm soit 101 325 Pa).
Il s'agit d'une unité usuelle, non reconnue par le Bureau international des poids et mesures qui considère qu'il n'y a qu'un seul mètre cube : c'est la quantité mesurée qui change, pas l'unité utilisée pour la mesure. « Le symbole de l’unité ne doit pas être utilisé pour fournir des informations spécifiques sur la grandeur en question et il ne doit jamais être la seule source d’information sur la grandeur. Les unités ne doivent jamais servir à fournir des informations complémentaires sur la nature de la grandeur ; ce type d’information doit être attaché au symbole de la grandeur et non à celui de l’unité. » En outre, sa définition (notamment la température de référence retenue) varie selon le pays ou selon la profession qui l'utilise.
Pour un gaz pur, un normo mètre cube correspond à environ 44,6 moles de gaz.

## Référentiels de température
- DIN 1343 : une température de 273,15 K (0 °C).
- ISO 2533 : une température de 288,15 K (15 °C) ; conditions parfois qualifiées de « standard » (on parle alors de normo mètre cube standard pour les différencier des conditions « normales »).
- ISO 1217 : une température de 293,15 K (20 °C).

## Physique
Le normo mètre cube est utilisé pour exprimer la quantité de matière de gaz comprimés, sous la forme du volume qu'ils occuperaient s'ils n'étaient pas comprimés ni chauffés ou refroidis. Ainsi, si un volume V1 de gaz est produit à une pression P1 et à une température T1, exprimer V1 en Nm3 revient à calculer le volume V' qu'occuperait ce gaz s'il était ramené à une température de 0 °C et une pression de 1,013 bar :
{\displaystyle V^{'}(\mathrm {Nm^{3}} )=V_{1}(\mathrm {m^{3}} )\cdot {\frac {P_{1}(\mathrm {bar} )}{1{,}013\,25}}\cdot {\frac {273{,}15}{T_{1}(^{\circ }\mathrm {C} )+273{,}15}}}.
En effet, comme la loi des gaz parfaits le décrit : à pression, volume et température donnés, la quantité de matière (nombre de moles de gaz parfait) est identique. La relation {\displaystyle P\cdot V=n\cdot R\cdot T} implique qu'entre deux états gazeux, la quantité {\displaystyle {\frac {P\cdot V}{T}}} est conservée si la quantité de matière est conservée. On a donc :{\displaystyle {\frac {P_{1}\cdot V_{1}}{T_{1}}}={\frac {P_{0}\cdot V_{0}}{T_{0}}}} ; pour un gaz parfait, le volume normalisé équivalent pour un volume initial donné est donc  :

{\displaystyle V_{norm}=V_{1}\cdot {\frac {P_{1}}{P_{norm}}}\cdot {\frac {T_{norm}}{T_{1}}}=V_{1}\cdot {\frac {P_{1}}{T_{1}}}\cdot {\frac {T_{norm}}{P_{norm}}}=V_{1}\cdot {\frac {P_{1}}{T_{1}}}\cdot K_{iso/Din}}

avec

{\displaystyle K_{Din}={\frac {273{,}15}{1{,}013\,25}}\approx 269{,}58} et {\displaystyle K_{Iso}={\frac {288{,}15}{1{,}013\,25}}\approx 284{,}38}.
Les températures de ces formules sont exprimées en kelvins. De même, les pressions absolues sont exprimées en pascal - Symbole Pa {\displaystyle P_{absolue}=P_{relative}+P_{ambiante}} ; pour être plus exact, la pression ambiante est la pression indiquée par le baromètre, la pression ambiante moyenne étant de 1013,25 hPa = 1,013 25 bar). 
La présence de vapeur d'eau dans l'air ambiant peut fausser les résultats de mesure du volume d'air normalisé équivalent après compression. Celle-ci provoque l'échauffement du gaz et l'écart de température du gaz chaud avec la paroi froide du conteneur de stockage peut provoquer la condensation de la vapeur d'eau (fonction du point de rosée). On se retrouverait donc avec un gaz avec moins de matière après compression qu'avant.

### Source
- CEA - Lexique sur le site du Commissariat à l’énergie atomique et aux énergies alternatives